# Robbie Jones
Robbie Jones (25 de Setembro de 1977) é um ator norte-americano, mais conhecido por seu papel de destaque Quentin em One Tree Hill, e atualmente participa de Hellcats.

## Biografia
Robbie Jones era um astro do basquete no colegial, em Cordova High School, na faculdade seu talento não foi colocado de lado, e ele passou a jogar em Cal e Canada College (graduando em Estudos Americanos).
Com o tempo Robbie acabou tendo a oportunidade de participar de comerciais de TV, o que o agradou muito, e recebendo o apoio dos amigos e da família, Rob decidiu se matriculou em aulas de teatro. Aos 23 anos ele teve a  oportunidade de fazer o teste para participar do seriado americano One Tree Hill, Lances da vida no Brasil.
O ator se saiu muito bem nos teste de interpretação, porém os produtores do seriado achavam que ele não poderia cumprir a parte atlética do personagem. Rob sabendo disso, rapidamente mostrou suas habilidades no basquete, e acabou conseguindo o papel de Quentim Christopher Filds, o "Q" de One Tree Hill, ficando no elenco durante a 5ª e 6ª temporada. 
Com as filmagens chegando ao fim ele se mudou para North Hollywood. E agora aos 25 anos esta interpretando Lewis Flynn no seriado de sucesso Hellcats ao lado de Ashley Tisdale e Aly Michalka.

## One Tree Hill
Quentin Christopher Fields era um estudante na Tree Hill High School e um membro muito apreciado da equipe Ravens, que ajudou a equipe treinada por Lucas Scott e Taylor, tinha grande habilidades de alcançaro sucesso rapido, apesar de sua lesão na mão. Vivia com sua mãe Denise Fields e seu irmão mais novo Andre Fields. E sob a tutelagem de Nathan Scott e sua professora de literatura Haley James Scott, ele conseguiu superar sua arrogância e começou a ir bem na escola. Aos 17 anos, no entanto, ele foi baleado e morto por Xavier Daniels, balançando Tree Hill.

## Hellcats
Lewis Flynn é uma das bases do Hellcats e é um cara fácil de longo curso, que tem um amor para a ação. Ele tentou entrar para a equipe Hellcats em um desafio de seus irmãos da fraternidade, e instantaneamente tornou-se viciado. Ele tem uma atração imediata a Marti. Dan Patch (Matt Barr) é um amigo de Martique tinha uma paixão silenciosa sobre ela, mas agora está namorando Savannah, nova amiga de Marti na equipe. Sharon Leal, que interpreta Vanessa Lodge, uma Hellcat antiga que agora é treinador da equipe. Seu trabalho é ameaçado se o Hellcats não ganhar o campeonato.

## Filmografia
| Ano  | Filme            | Personagem         | Tipo                                 |
| ---- | ---------------- | ------------------ | ------------------------------------ |
| 2008 | One Tree Hill    | Quentin Fields     | Personagem secundário - 18 episódios |
| 2009 | Limelight        | Xavier Davis       |                                      |
| 2009 | ER               | Jermaine Bennett   | Personagem secundário - 01 episódio  |
| 2009 | Raising the Bar  | Jawara Obasi       |                                      |
| 2009 | Hurricane Season | Brian Randolf      |                                      |
| 2010 | Southland        | Tyler Prescott     |                                      |
| 2010 | Dark Blue        | Terry 'Teke' Kearn |                                      |
| 2010 | Hellcats         | Lewis Flynn        | Elenco Principal                     |
| 2013 | Hawaii 5.0       | Josh Lowry         | 3ª temporada - 14º episódio          |